# 北九州市立鴨生田小学校
北九州市立鴨生田小学校（きたきゅうしゅうしりつ かもおだしょうがっこう）は、福岡県北九州市若松区鴨生田4丁目にある市立小学校。

## 沿革
- 1984年 - 北九州市立二島小学校から分離・開校

## 概要

### 校区
- 鴨生田1-4丁目・二島1丁目の一部・二島2丁目の一部・二島3-6丁目・畠田3丁目の一部・片山1-3丁目・大字畠田の一部

### 卒業後の進路
- 北九州市立二島中学校

## 周辺の施設
- 北九州市立二島中学校
- 高稜高等学校
- 福岡県立若松商業高等学校
- 島郷合同庁舎
- イオン若松ショッピングセンター

## 周辺の道路
- 国道199号